# Allium kasteki
Allium kasteki — вид трав'янистих рослин родини амарилісові (Amaryllidaceae), ендемік Казахстану.

## Поширення
Ендемік південно-східного Казахстану.